# نوواتور کی‌اس-۱۷۲
موشک نواتور کا اس-۱۷۲ (به روسی: Новатор КС-۱۷۲) یا آر-۱۷۲، موشک هوا به هوای بسیار دوربردی ساخت روسیه و توسعه‌یافته توسط دفتر نواتور است.
این موشک تنها جهت نصب بر روی هواپیماهای سوخو-۳۵، سوخو-۳۷ و میگ-۳۱ طراحی شده‌است؛ هرچند گزارش‌هایی مبنی بر استفاده از این موشک دوربرد بر روی آواکس‌های ای-۵۰ نیز منتشر شده‌است.
هدف اصلی از طراحی این موشک، جلوگیری از پرواز آواکس و سایر پرنده‌های پیش اخطار بود. هرچند که به راحتی می‌توانست به عنوان یک موشک ضد بالیستیک نیز بکار رود که افشای این موضوع، موجب تیره شدن روابط روسیه با ایالات متحده می‌گشت؛ زیرا دو طرف روسیه و ایالات متحده، پیمان منع تولید موشکهای ضد بالیستیک را امضا کرده بودند تا بدین وسیله از گسترش بی‌حد و حساب موشک‌های اس‌اس، به نوعی جلوگیری شود.
این موشک بسیار دوربرد، از سیستم هدایت راداری فعال بهره می‌برد و می‌تواند به اهدافی تا ارتفاع ۱۰۰ هزار پا که سرعتی برابر ۴ ماخ دارند و در حال انجام مانورهایی تا ۱۲g است، هدفگیری شده و به دقت اصابت کند.
هرچند نوع خاصی از رادار ناشناخته تولید شده توسط زالسون، فقط برای جنگنده‌هایی که از این موشک بهره می‌برند، ساخته شده مطابق گزارش‌های مأمور سی آی ای، این رادار ویژه بردی برابر ۵۰۰ تا ۶۰۰ کیلومتر، در عرضی به پهنای ۶۰ درجه را تراک می‌کنند؛ ضمن اینکه همانند سایر رادارهای روسی، از قابلیت دید پایین و شلیک به پایین نیز بهره می‌برد.

## ویژگی‌ها
- کشور سازنده: روسیه
- شرکت سازنده: نوواتور Новатор
- طول: ۴٫۷ متر
- طول بالچه‌ها: ۷۵ سانتی‌متر
- قطر موشک: ۵۱ سانتی‌متر
- جرم: ۷۵ کیلو گرم
- سرعت: ۴ ماخ
- برد: ۴۰۰ کیلومتر (۲۵۰ مایل دریایی)
- هدایت پذیری: ناوبری اولیه و هدف یابی نهایی به صورت راداری فعال
- جرم کلاهک: ۵۰ کیلو گرم (از نوع تی ان تی)
- موشکهای معادل: ایم-۱۵۲، آر-۳۷، آر-۳۳.